# Gruppo ciclico
In matematica, più precisamente nella teoria dei gruppi, un gruppo ciclico è un gruppo che può essere generato da un unico elemento.
Un tale gruppo è isomorfo al gruppo {\displaystyle \mathbb {Z} /n\mathbb {Z} } delle classi di resto modulo {\displaystyle n}, oppure al gruppo {\displaystyle \mathbb {Z} } dei numeri interi. Quindi i gruppi ciclici sono fra i più semplici, e sono completamente classificati.

## Definizione
Un gruppo {\displaystyle G} è ciclico se esiste un elemento {\displaystyle g} del gruppo (detto generatore) tale che {\displaystyle G} è l'insieme delle potenze di {\displaystyle g} ad esponente intero, in simboli
{\displaystyle G=\{g^{n}:n\in \mathbb {Z} \}.}
Stiamo qui usando la notazione moltiplicativa. Quando si usa la notazione additiva, invece che di potenze si parla di multipli, dunque in simboli
{\displaystyle G=\{ng:n\in \mathbb {Z} \}.}
Ad esempio, se
{\displaystyle G=\{e,g^{1},g^{2},g^{3},g^{4},g^{5}\},}
allora {\displaystyle G} è ciclico.
In altre parole, {\displaystyle G} coincide con il sottogruppo {\displaystyle \left\langle g\right\rangle } generato da {\displaystyle g}. Si usa quindi scrivere {\displaystyle G=\left\langle g\right\rangle } oppure {\displaystyle G=[g]}.

## Esempi

### Classi di resto
L'esempio seguente, fornito dalla aritmetica modulare, è fondamentale.
Poiché {\displaystyle n\mathbb {Z} } è un sottogruppo normale di {\displaystyle \mathbb {Z} } di indice {\displaystyle n}, il gruppo quoziente {\displaystyle \mathbb {Z} /n\mathbb {Z} } è un gruppo commutativo finito con {\displaystyle n} elementi, che possiamo scrivere {\displaystyle \{0,1,2,\dots ,n-1\}}. La somma fra due elementi {\displaystyle a} e {\displaystyle b} è il resto della divisione di {\displaystyle a+b} per {\displaystyle n}. Poiché ogni elemento si scrive come {\displaystyle n=1+\dots +1} (sommato {\displaystyle n} volte), il numero {\displaystyle 1} è generatore del gruppo. Quindi {\displaystyle \mathbb {Z} /n\mathbb {Z} } è un gruppo ciclico.
Quando non si crea confusione con i numeri p-adici, si usa la notazione più stringata {\displaystyle \mathbb {Z} _{n}} invece di {\displaystyle \mathbb {Z} /n\mathbb {Z} }.

### Altri esempi
- I numeri interi {\displaystyle \mathbb {Z} } sono un gruppo ciclico di ordine infinito.
- Le rotazioni del piano cartesiano che sono simmetrie di un poligono regolare con {\displaystyle n} lati centrato nell'origine formano un gruppo ciclico di ordine {\displaystyle n}.
- Le radici n-esime dell'unità nel piano complesso formano un gruppo ciclico di ordine {\displaystyle n} tramite moltiplicazione.
- Il gruppo di Galois di ogni estensione finita di un campo finito è finito e ciclico.
- Dato un gruppo {\displaystyle G} ed un elemento {\displaystyle g} di {\displaystyle G}, il sottogruppo {\displaystyle \langle g\rangle } generato da {\displaystyle g} è un gruppo ciclico.

## Proprietà dei gruppi ciclici

### Gruppo abeliano
Un gruppo ciclico è abeliano.

### Classificazione
Un gruppo ciclico {\displaystyle G} con {\displaystyle n} elementi è isomorfo al gruppo {\displaystyle \mathbb {Z} /n\mathbb {Z} } delle classi di resto modulo {\displaystyle n} se {\displaystyle n} è finito, ed isomorfo al gruppo {\displaystyle \mathbb {Z} } dei numeri interi se {\displaystyle n} è infinito.
L'isomorfismo può essere costruito nel modo seguente. La funzione {\displaystyle \mathbb {Z} \to G} che manda l'intero {\displaystyle i} nella potenza {\displaystyle g^{i}} del generatore {\displaystyle g} di {\displaystyle G} è un omomorfismo di gruppi suriettivo. Se {\displaystyle G} è infinito, la funzione è anche iniettiva, dunque un isomorfismo. Se invece {\displaystyle G} è finito, di ordine {\displaystyle n}, il nucleo della funzione è {\displaystyle n\mathbb {Z} } ed il primo teorema d'isomorfismo fornisce un isomorfismo {\displaystyle \mathbb {Z} /n\mathbb {Z} \to G}.

### Ordine
Per quanto scritto sopra, un gruppo ciclico è identificato, a meno di isomorfismo, dal suo ordine {\displaystyle n}.
Sia {\displaystyle G} un gruppo ciclico finito, con generatore {\displaystyle a}. In questo caso, l'ordine è il minimo intero positivo {\displaystyle n} tale che {\displaystyle a^{n}=e}. Più in generale, {\displaystyle a^{m}=e} se e solo se {\displaystyle m} è un multiplo di {\displaystyle n}.
Per ogni altro elemento {\displaystyle b} del gruppo, vale comunque la relazione {\displaystyle b^{n}=e}.

### Generatori
L'elemento {\displaystyle m} è generatore di {\displaystyle \mathbb {Z} /n\mathbb {Z} } se e solo se {\displaystyle m} è coprimo con {\displaystyle n}. Quindi ci sono {\displaystyle \varphi (n)} generatori distinti in un gruppo ciclico con {\displaystyle n} elementi, dove {\displaystyle \varphi } è la funzione φ di Eulero.

### Sottogruppi
Ogni sottogruppo ed ogni gruppo quoziente di un gruppo ciclico è ciclico.
Se {\displaystyle G} è ciclico di ordine {\displaystyle n} ed {\displaystyle m} divide {\displaystyle n} allora esiste un solo sottogruppo ciclico di ordine {\displaystyle m}.

## Prodotti di gruppi ciclici
Il prodotto diretto di due gruppi ciclici di ordine {\displaystyle p} e {\displaystyle q} ha ordine {\displaystyle pq} ed è ciclico se e solo se {\displaystyle p} e {\displaystyle q} sono coprimi.
D'altra parte, il teorema fondamentale per i gruppi abeliani finitamente generati asserisce che ogni gruppo abeliano finitamente generato è prodotto di gruppi ciclici.

## Gruppi con un numero primo di elementi
Se {\displaystyle p} è un numero primo, ogni gruppo {\displaystyle G} con {\displaystyle p} elementi è isomorfo a {\displaystyle \mathbb {Z} /p\mathbb {Z} }. In altre parole, ogni gruppo con {\displaystyle p} elementi è isomorfo ad un gruppo ciclico.
Un tale gruppo possiede solo i due sottogruppi banali {\displaystyle \{e\}} e {\displaystyle G} stesso.

## Struttura di anello diZ/nZ

### Anello
Il sottogruppo {\displaystyle n\mathbb {Z} } è anche un ideale nell'anello commutativo {\displaystyle \mathbb {Z} }, e quindi {\displaystyle \mathbb {Z} /n\mathbb {Z} } eredita anche una struttura di anello commutativo. In altre parole, si può fare il prodotto fra due numeri: il prodotto fra {\displaystyle a} e {\displaystyle b} è il resto della divisione di {\displaystyle ab} per {\displaystyle n}.
Se {\displaystyle n} è primo, l'anello {\displaystyle \mathbb {Z} /n\mathbb {Z} } è in verità un campo. Se {\displaystyle n} non è primo, abbiamo {\displaystyle n=ab} per qualche {\displaystyle a,b<n}. Questa relazione nel gruppo diventa {\displaystyle ab=0}: quindi l'anello non è un dominio di integrità, e quindi a maggior ragione non può essere un campo.

### Gruppo delle unità
Le unità dell'anello {\displaystyle \mathbb {Z} /n\mathbb {Z} } sono i numeri primi con {\displaystyle n}, ovvero i generatori del gruppo. Formano un gruppo con la moltiplicazione, di {\displaystyle \varphi (n)} elementi (vedi sopra), indicato generalmente come {\displaystyle \mathbb {Z} _{n}^{*}}.
Ad esempio, i gruppi {\displaystyle \mathbb {Z} _{6}^{*}=\{1,5\}} e {\displaystyle \mathbb {Z} _{8}^{*}=\{1,3,5,7\}} sono isomorfi rispettivamente a {\displaystyle \mathbb {Z} /2\mathbb {Z} } e {\displaystyle \mathbb {Z} /2\mathbb {Z} \times \mathbb {Z} /2\mathbb {Z} }.
In generale, {\displaystyle \mathbb {Z} _{n}^{*}} è ciclico se e solo se {\displaystyle n} è {\displaystyle 2}, {\displaystyle 4}, {\displaystyle p^{k}} o {\displaystyle 2p^{k}} dove {\displaystyle p} è un primo dispari e {\displaystyle k\geq 1}.
In particolare, il gruppo {\displaystyle \mathbb {Z} _{p}^{*}} è ciclico con {\displaystyle p-1} elementi per ogni primo {\displaystyle p}. Più in generale, ogni sottogruppo finito del gruppo moltiplicativo di un campo è ciclico.